# Lipotriches philippinensis
Lipotriches philippinensis là một loài Hymenoptera trong họ Halictidae. Loài này được Cockerell mô tả khoa học năm 1915.